# Tupac: Resurrection (trilha sonora)
Tupac: Resurrection foi lançado em 2003 pela Amaru Entertainment como um documentário para a vida de Tupac Shakur. Sua trilha sonora contém 14 músicas, descritas mais abaixo. Ele já vendeu 1.666.335 até 2011 no Estados Unidos. O álbum conta até com a participação de The Notorious B.I.G, Eminem e Outlawz.

## Faixas
| #  | Título                                    | Participações        | Produtores       |
| -- | ----------------------------------------- | -------------------- | ---------------- |
| 1  | "Intro" (0:05)                            |                      |                  |
| 2  | "Ghost" (4:17)                            |                      | Eminem           |
| 3  | "One Day at a Time (Em's Version)" (3:44) | Eminem, Outlawz      | Eminem           |
| 4  | "Death Around the Corner" (4:07)          |                      | Johnny "J"       |
| 5  | "Secretz of War" (4:13)                   | Outlawz              | Johnny "J"       |
| 6  | "Runnin' (Dying to Live)" (3:51)          | The Notorious B.I.G. | Eminem           |
| 7  | "Holla If Ya' Hear Me" (4:38)             |                      | Stretch          |
| 8  | "Starin' Through My Rear View" (5:11)     | Outlawz              | 2Pac, Johnny "J" |
| 9  | "Bury Me a G" (5:00)                      | Thug Life            | Thug Music       |
| 10 | "Same Song" (3:57)                        | Digital Underground  | Eminem           |
| 11 | "Panther Power" (4:36)                    | Tyson                |                  |
| 12 | "Str8 Ballin'" (5:04)                     |                      | Johnny J         |
| 13 | "Rebel of the Underground" (3:17)         |                      | Shock G          |
| 14 | "The Realist Killaz" (2:59)               | 50 Cent              | Red Spyda        |

## Amostras
- "Runnin' (Dying to Live)"
  - "Dying to Live" de Edgar Winter
- "The Realist Killaz"
  - "Hail Mary" de Makaveli

## Paradas musicais
| Parada musical            | Melhor posição |
| ------------------------- | -------------- |
| Belgium Charts (Flanders) | #41            |
| Billboard 200             | #2             |
| Canadian Charts           | #3             |
| Dutch Charts              | #36            |
| Deutsch Charts            | #76            |
| French Charts             | #57            |
| Irish Charts              | #25            |
| Switzerland Charts        | #68            |
| Top R&B/Rap Albums        | #3             |
| UK Charts                 | #62            |

## Álbum singles
| Single informação                                                     |
| --------------------------------------------------------------------- |
| "One Day at a Time (Em's Version)" - Lançamento: 2003 - B-side:       |
| "Runnin' (Dying to Live)" - Lançamento: 2003 - B-side: "Still Ballin" |